# Sorochytrium milnesiophthora
Sorochytrium milnesiophthora är en svampart som beskrevs av Dewel 1985. Sorochytrium milnesiophthora ingår i släktet Sorochytrium och familjen Sorochytriaceae.   Inga underarter finns listade i Catalogue of Life.